# Transport in der Vor- und Frühgeschichte
Anfangs trug der Mensch seine Lasten. Er entwickelte in der Geschichte des Verkehrs aber schnell Systeme und Vorrichtungen, die diese Arbeit erleichterten.

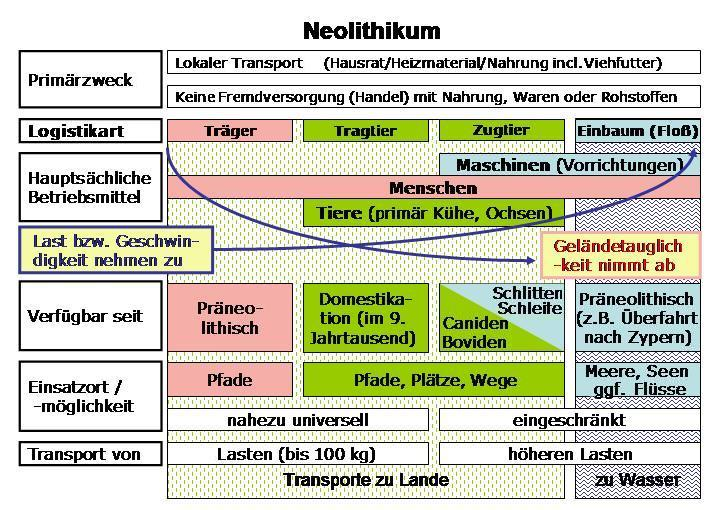
Transporte der Frühzeit

## Tragen

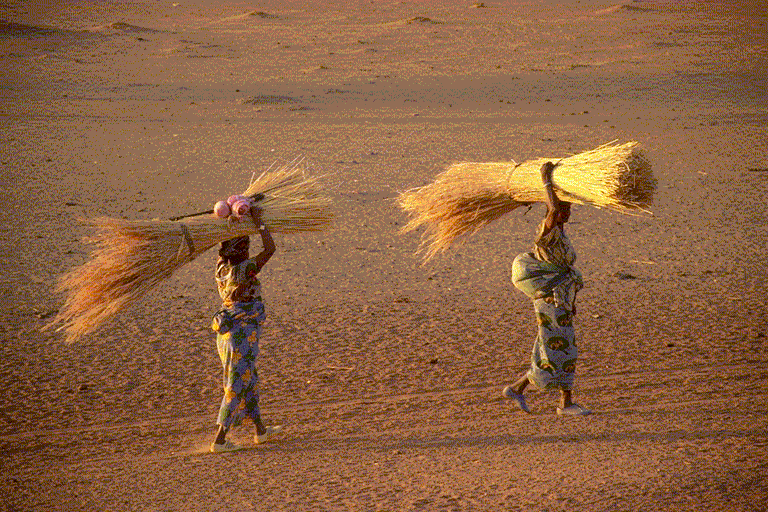
Tragen von Lasten

Viele Jäger und Sammler waren Träger. Ein Träger hat die größte Geländetauglichkeit. Er besteigt steile Berge und benötigt nicht einmal Pfade, um Wohnplätze, Flüsse oder Seen zu erreichen. Lasten werden auch heute von Menschen getragen (Sherpas), in unwegsamen Gegenden sogar über größere Distanzen. In der Jungsteinzeit wurden – saisonal bzw. permanent – zwei Arten von Hauptnahrung bewegt. Zum einen mussten reife Kulturpflanzen zum Wohnplatz transportiert, ggf. behandelt und bevorratet werden. Zum anderen wurden von Nomaden Herdentiere bewegt und somit lebend bevorratet.

### Tragehilfen
Frühe Tragehilfen waren der geflochtene Fellbeutel, der Korb, die Kiepe, die Rückentrage, Netze, ausgehöhlte Kürbisse, der Tragriemen oder ein Ast, mit dessen Hilfe Jäger ihre Beute und Sammlerinnen das Sammelgut vom Fund- zum Wohnplatz trugen. Mit der Entwicklung von Textilien folgte das Tragetuch. Das Tragjoch ist eine Einmann-Schultertrage, mit der man noch bis ins 20. Jahrhundert Körbe oder Eimer trug.

### Tragtiere

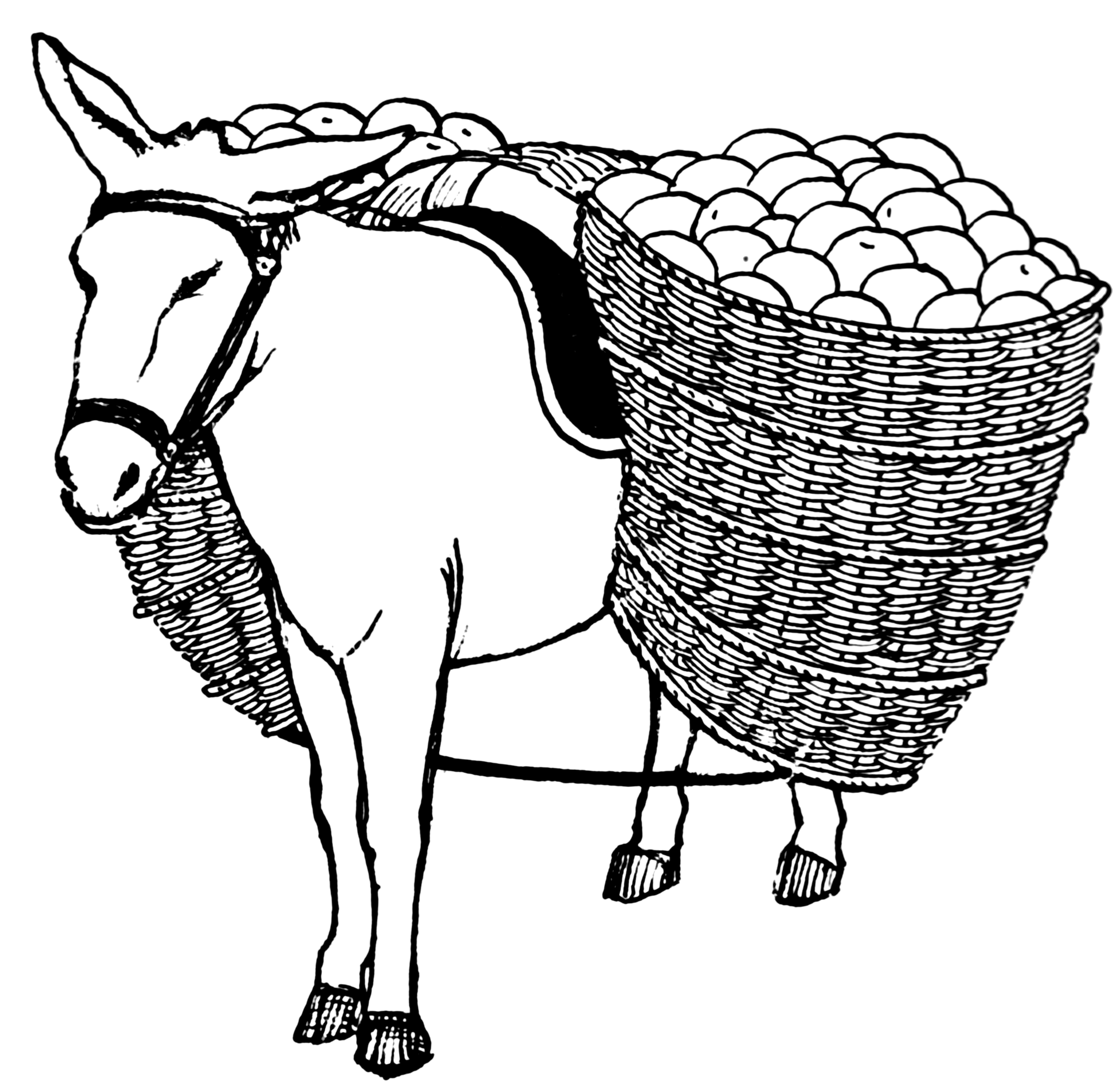
Tragtier

Wann Tragetiere erstmals eingesetzt wurden, lässt sich nicht feststellen. Ungeklärt bleibt, z. B. ob man den Lasten bis 15 kg tragenden und sehr früh domestizierten Hund bereits als Packtier einsetzte. Mit dem Rind wurde aber spätestens im 9. Jahrtausend v. Chr. ein Arbeitstier domestiziert, das Gewichte bis 100 kg tragen konnte. Durch weitere Domestikationen kamen, teilweise erst wesentlich später: Dromedar (150 kg; 50 km/Tag), Elch, Hausesel (90 kg; 25 km/Tag), Gaur, Lama, Pferd, Rentier, Trampeltier (250 kg; 35 km/Tag) sowie Yak und Zebu hinzu, die in unwegsamen Gegenden heute noch als Trag-, Reit- bzw. Zugtier im Einsatz sind.

## Ziehen
Mehrfach größer als ihre Trageleistung ist die Zugleistung jeder Tierart. Die zunächst von Kühen geleistete Arbeit setzt die (ggf. mehrfach erfolgte) Erfindung des Jochs zwar nicht voraus, sie kann aber etwa um 3500 v. Chr. in der Badener Kultur unterstellt werden, wo Skelettveränderungen bei Rindern darauf verweisen. Die Belege dafür sind allerdings jünger. Der Zugleistung für den Transport ging die Arbeit von Ochsen vor dem Pflug voraus. Die seit der Bandkeramik belegte Kastration von Stieren beseitigte ihre Aggressivität und machte die enorme Kraft lenkbar.
Bei ethnologischen Forschungen kamen Peter Bogucki bzw. Paul Halstead zu dem Resultat, dass der Einsatz von Zugvieh die landwirtschaftliche Produktion erheblich steigerte. Primär erfolgte diese über die größere, weil einfacher zu bearbeitende Ackerfläche.

### Schleifen und Schlitten

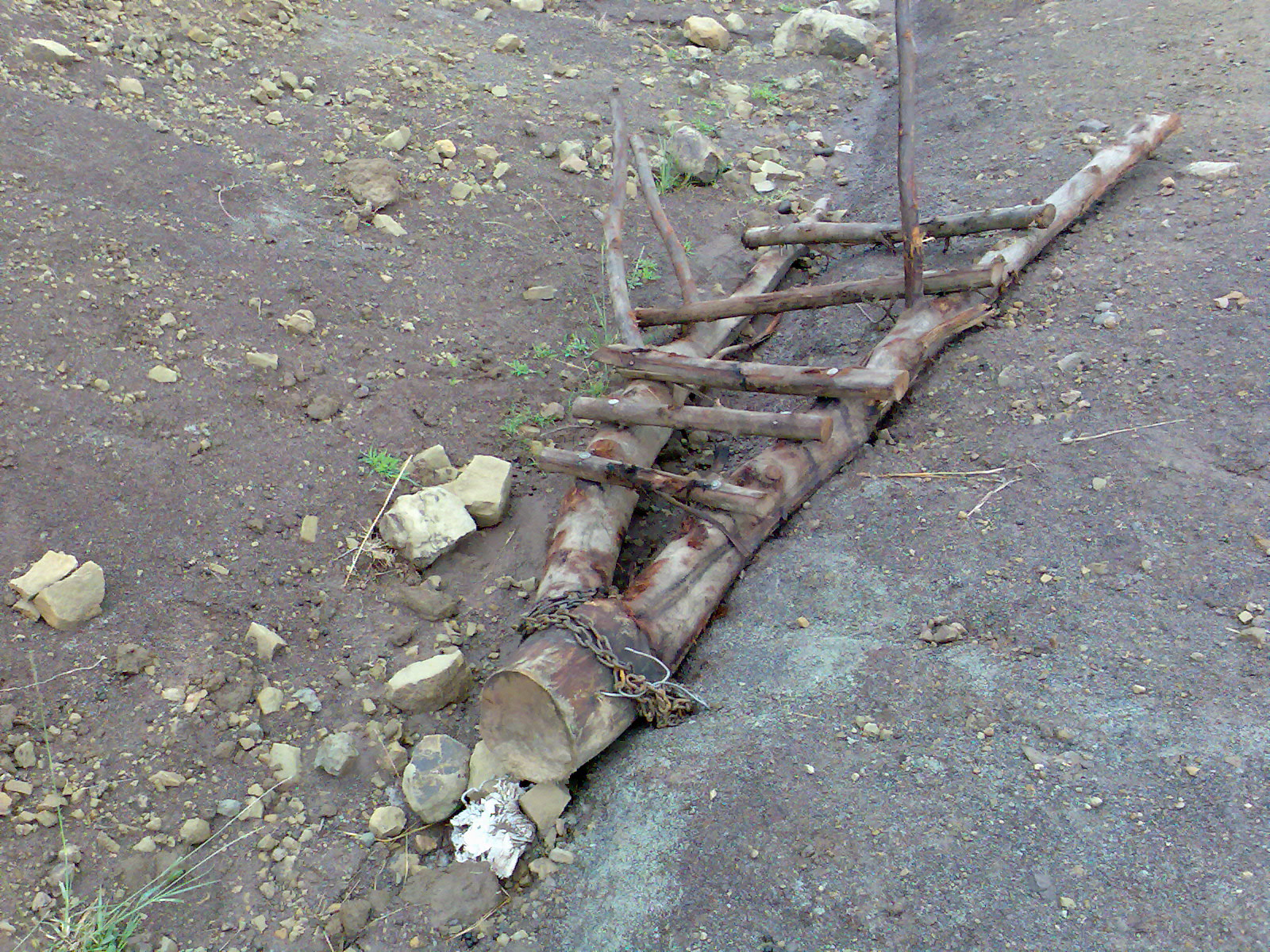
Stangenschleife

Der Kombination Zugtier-Joch-Pflug folgt die Erfindung schleifender Transportsysteme mit einigem Automatismus. Die Entwicklungslinie Joch, Pflug und Ochse erkennt auch Bakker, der den engen Zusammenhang mit dem Pflug, dem Joch, der Kastration von Stieren sowie der Nutzung ihrer Zugkraft sieht. Angesichts des Einsatzes auf den Feldern und in den Wäldern Mitteleuropas war eine von Tieren gezogene Stangenschleife, die das Kufenprinzip in einer Zugvorrichtung umsetzt, der nächste logische Schritt. Die älteste erhalten gebliebene Schleife stammt vom Lac de Chalain im französischen Jura und datierte wenige Jahre vor 3100 v. Chr.
Schleifende Systeme sind nur vorwärts bewegt einsetzbar. Während die Deichsel einer Schleife in den Lastenträger integriert ist, was auf ihre Abkunft vom Pflug weist, kam es bei der Kombination von Schlitten und Zugtier zum Einsatz von Gurten oder Seilen. Diese Lösung erfordert kein Joch, gestattet den Einsatz eines einzelnen Zugtieres und weist auf eine andere Entwicklungslinie. Schwer beladene Schlitten benötigen zum Gleiten einen Wasserfilm und sind daher auf wassernahen Gebrauch oder auf den Einsatz auf Eis und Schnee beschränkt.
In Nordamerika setzten die Prärieindianer Hunde als Pack- oder Zugtiere des Travois ein, einer kleinen Stangenschleife, die unter Umständen gleichzeitig oder vor den altweltlichen Schleifen in Gebrauch war. Später passten sie den Travois an die Größe der nun verfügbaren Pferde an.

## Radfahrzeuge
Für rollende Lasttransporte sind prinzipiell auch Rollen einsetzbar. Folglich wird ihre Verwendung, z. B. beim Transport von Megalithen, nachzuweisen gesucht. Ihre Anwendung erfordert, da Rollen aufgrund ihres überaus hohen Rollwiderstandes sehr leicht verkanten, was oft übersehen wird, eine feste, völlig ebene, also hergerichtete Trasse. Daher erleichterten Rollen wohl erst in der Bronzezeit die Transporte von Tragschlitten oder Steinblöcken mit glatter Unterseite auf einer vielfach genutzten Kurzstrecke, etwa zwischen dem Nilboot und der Baustelle beim Pyramidenbau. Transportrollen waren dagegen nirgendwo die Wegbereiter des Rades.

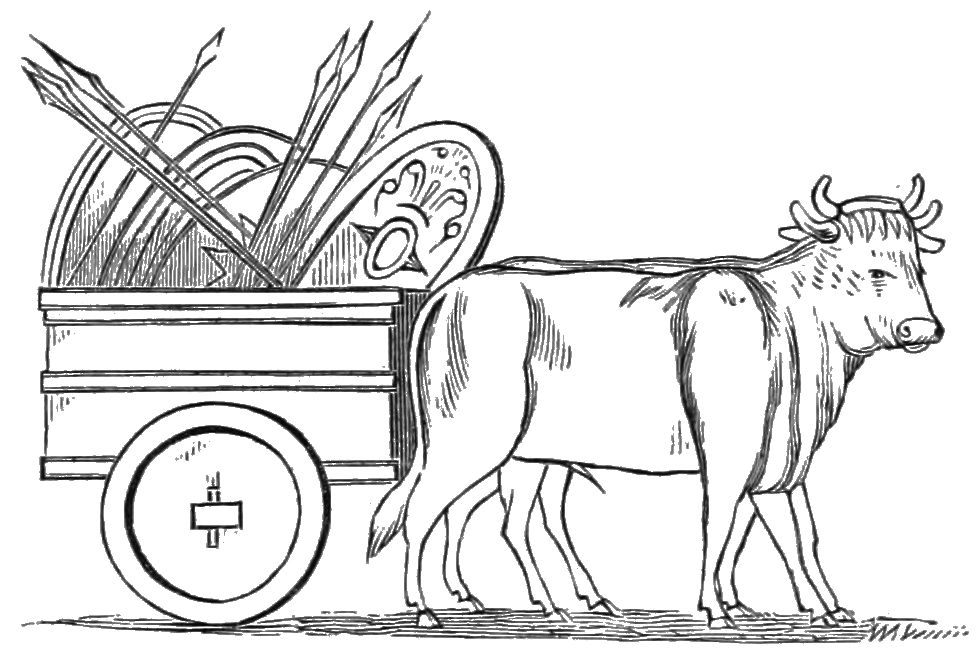
Römischer Ochsenkarren

Die Innovation bestand in der Platzierung zweier Räder auf stehenden Achsen oder den Enden einer Welle. Gebrauchsfähige Radfahrzeuge entstanden in Europa während des Endneolithikums. Ihr Einsatz baute das logistische Potenzial gegenüber den schleifenden Systemen aus, setzte allerdings anfänglich den natürlich vorkommenden, fahrfesten Untergrund (wie ihn z. B. die Steppe liefert) voraus. Neben Last und Trasse hat der aus der Radgröße resultierende Rollwiderstand Einfluss auf die Nutzbarkeit von Fahrzeugen. Die ersten Räder waren Scheibenräder, die in Baumstammgröße, jedoch nicht quer, sondern in Wuchsrichtung aus der Stammmitte herausgearbeitet wurden. Mehrteilige Räder, die in Mooren gefunden wurden, vergrößerten schnell die Durchmesser. Aber erst die bronzezeitliche Erfindung der Speiche ermöglichte wirklich große und vergleichsweise leichte Räder.

### Karren
Die Karre ist eine frühe zirkumalpine Erscheinung, die vollständig die Funktion der Schleife übernimmt, deren Tochter sie ist. Ihre rotierende Welle nimmt axiale Unebenheiten (z. B. die Rillenerosion einer Trasse) besser auf, als jene Radnaben, die auf den stehenden Achszapfen der vorzeitlichen Wagen sitzen. Eine frühe Karre in Mitteleuropa war der so genannte Dreieckswagen. Er entstand aus der an ihrem breiten Ende mit einem Radsatz ausgestatteten Schleife.
Karren tauchen um 3500 v. Chr. in Harappa variantenreich als Tonmodelle auf.

### Wagen
Für die Herkunft des Wagens liefert die indogermanische Sprachforschung Hinweise. Sie kannten Bezeichnungen für die Achse (*hakhs), Deichsel, Joch (*iuk´om), Nabe, Rad (*rotho) und Wagen.
Die Maikop-Kultur (zwischen 3700 und 3000 v. Chr. am Westkaukasus) kennt Wagenräder als Grabgut. Es ist aber davon auszugehen, dass der Wagen zumindest eine kurze profane Vorlaufzeit (Existenz) hatte, bevor er Status- oder Sakralcharakter erreichte. Holzwerkzeug fand Veselovsky 1897 bei seiner Grabung in Maikop. Dem Schlittengebrauch stand in der Steppe nichts entgegen. Schlitten haben dort jene Vorteile, die eine winterliche Troika heute noch bietet. Ihr Gebrauch könnte sogar sehr viel älter sein als bisher angenommen, da die gletscherfrei gebliebene sibirische Tundra während der Eiszeit bewohnt war. Auf zirkumpolaren Permafrostböden sind Schlitten auch Sommertags einsetzbar. In Nordeuropa nutzen die (heute) rentierhaltenden Komi den Schlitten ganzjährig. Als erste Zugtiere kommen die einige Jahrtausende vor den Großtieren domestizierten Hunde (Schlittenhunde) in Frage, die gegebenenfalls bereits die paläolithische Jagd erleichterten. Eine so komplexe Erfindung wie sie Fahrzeuge darstellen, lässt sich jedoch nicht mit dem Nomadismus verbinden. So entstand der Wagen in Osteuropa in einer halbnomadischen Steppenkultur, die alle Ressourcen, alle Voraussetzungen und den Bedarf (z. B. an Schäferkarren) hatte.

## Boote, Flöße, Schiffe
Die menschliche Besiedlung von Sahul (der von Neuguinea und Australien während des Pleniglazials gebildete Kontinent) von Sundaland aus vor 44.000–50.000 Jahren setzt vermutlich die Nutzung von Wasserfahrzeugen voraus. J. Balme nimmt auch in Südostasien die Nutzung von Wasserfahrzeugen vor etwa 40.000 Jahren an.

### Levante, Europa

#### Die Anfänge
Das zuvor unbewohnte Zypern wird etwa 9500 v. Chr. von Jägern und Sammlern aus der Levante aufgesucht (Aetokremnos). In den spätpaläolithischen Schichten von Franchthi in Attika (Griechenland) fand sich melischer Obsidian, ein Beleg für die Nutzung von Wasserfahrzeugen.

#### Schwimmhilfen
Schwimmhilfen, wie unbearbeitetes Holz oder luftgefüllte Tierbälge, sind in ihrer zeitlichen Tiefe nicht zu fassen. Durch Bündelung entstand das Floß, dessen Auftriebskörper auch aus Röhricht oder Keramikgefäßen bestehen konnten. Mesopotamien, Ägypten und Griechenland bedienten sich gemäß der dortigen Überlieferung solcher Lösungen bis in historische Zeit.

#### Der Einbaum
Das Stammboot, in Zentraleuropa bis ins 20. Jahrhundert gebaut und als Teil der Binnenschifffahrt eingesetzt, tritt in Dänemark, Frankreich und den Niederlanden erstmals im 8. bis 6. Jahrtausend v. Chr. auf. Funde mesolithischer Einbäume liegen aus den Niederlanden, Deutschland und Dänemark (Møllegabet) vor. Ein ähnliches Alter dürften hautbespannte Fahrzeuge haben, die sich der Archäologie jedoch kaum erschließen. Während der Jungsteinzeit sind Einbäume in der Alten Welt verbreitet. Komplexere Lösungen mit angestifteten oder angelaschten Spiegelbrettern und angesetzten Waschborden tauchen bereits im dänischen Endmesolithikum (um 5000 bis 4300 v. Chr.) auf. Monoxyl erzeugte Spanten und Duchtauflagen tauchen erst als technische Einflüsse bronzezeitlichen Plankenschiffbaus nordeuropäischer Tradition auf. Um das Mittelmeer herum scheint der Einbaum seit der späteren Bronzezeit eine nur noch untergeordnete Rolle gespielt zu haben.

#### Flexiblere Schwimmkörper
Das besonders in Tundrengebieten beliebte Borkenkanu bezieht wesentliche Anteile seiner Gestalt zwar aus dem Wuchs von Bäumen, wird aber zum Grenzfall, weil seine Außenhaut geklebt oder vernäht und mittels integrierter Versteifungen in Form gehalten werden musste.
Etwas anderes stellen hautbespannte Wasserfahrzeuge, so genannte „Fellboote“ dar, die morphologisch nicht durch ihre Lederhülle, sondern durch das tragende Gerüst determiniert wurden. Aufgrund südskandinavischer Felszeichnungen und Schiffsbilder der bronze- und eisenzeitlichen Kunst, werden die Anfänge nordischen Bootsbaus mit jener Technik gleichgesetzt, ob vollumfänglich oder nur in wesentlichem Maße, sei dahingestellt. Ein mit Bearbeitungsspuren versehenes, der Ahrensburger Kultur (9. Jahrtausend v. Chr.) angehörendes Rengeweih aus Husum, kann der älteste stoffliche Nachweis sein. Hautbespannte Boote waren aber nicht nur in der Polarregion über Nordsibirien bis zu den Aleuten verbreitet, sondern auch in Mesopotamien, im norditalischen Veneter-Gebiet und in der römischen Provinz Hispania Tarraconensis; schließlich im Nordwesten Alteuropas, wo sich ihre Tradition bis in unsere Tage (Curragh) gehalten hat.